# Fever Dreamer
「Fever Dreamer」は、Mia REGINAの10枚目のシングル。2021年11月3日にLantisから発売された。

## 概要
表題曲「Fever Dreamer」は、2021年10月放送開始したTVアニメ『逆転世界ノ電池少女』のOP主題歌に起用される。第一話では挿入歌として本編で流れた。
2021年7月放送開始したTVアニメ『白い砂のアクアトープ』のED主題歌「月海の揺り籠」に続いての2期連続アニメタイアップとなった。
「Fever Dreamer」は、“少し前の流行のアニメソング”をイメージして制作され、アルバム「MIAUSEUM -キュレーション-」に収録されている「S.P.I.N.A.」と同じTaWaRaの制作陣が担当。
カップリング曲の「Heartbeat again」は畑亜貴が作詞しており、「無敵乙女化プログレス」 「DREAMER’S PAIN」に続いてMia REGINAには3曲目の書き下ろしとなる。作曲:俊龍 編曲:XELIK ギター:神田ジョンなど楽曲制作は、ささかまリス子(安藤紗々)自身が所属するハートカンパニーの作家チームによって制作された。
「Fever Dreamer」のMVは、アニメ作品の世界観に合わせてちょっと前のJ-Popといった"平成のMV"をイメージして制作され、衣装は作品の舞台となる秋葉原ならではのメイド服モチーフのものを着用している。
発売を記念して、11月2日に「Fever Dreamer」オンラインライブ&サイン会がソフマップより配信された。

## 収録曲
1. Fever Dreamer [3:27]
作詞：Hotaru 作曲：Tom-H@ck　編曲：RINZO
Guitar：Tom-H@ck　All Others Instruments：RINZO
2. Heartbeat again [4:30]
作詞：畑亜貴　作曲：俊龍　編曲：XELIK
Guitar,Bass：神田ジョン　Violin：瀬恒 啓　All Others Instruments：XELIK
3. Fever Dreamer （Instrumental）
4. Heartbeat again（Instrumental）